# R–23
Az R–23 közép-hatótávolságú légiharc-rakéta, melyet az 1970-es években fejlesztettek ki a Szovjetunióban a MiG–23 vadászbombázó repülőgépek számára. A szovjet gyakorlatnak megfelelően félaktív lokátoros és passzív infravörös önirányítású változatát is elkészítették. Továbbfejlesztett változata az R–24 rakéta. A Magyar Néphadsereg a MiG–23-asokkal az R–23 rakétát is rendszeresítette.

## Külső hivatkozások
- К-23, Р-23 – Az Ugolok nyeba repülő-enciklopédia cikke (oroszul)
- К-24, Р-24 – Az Ugolok nyeba repülő-enciklopédia cikke (oroszul)